# Фрам

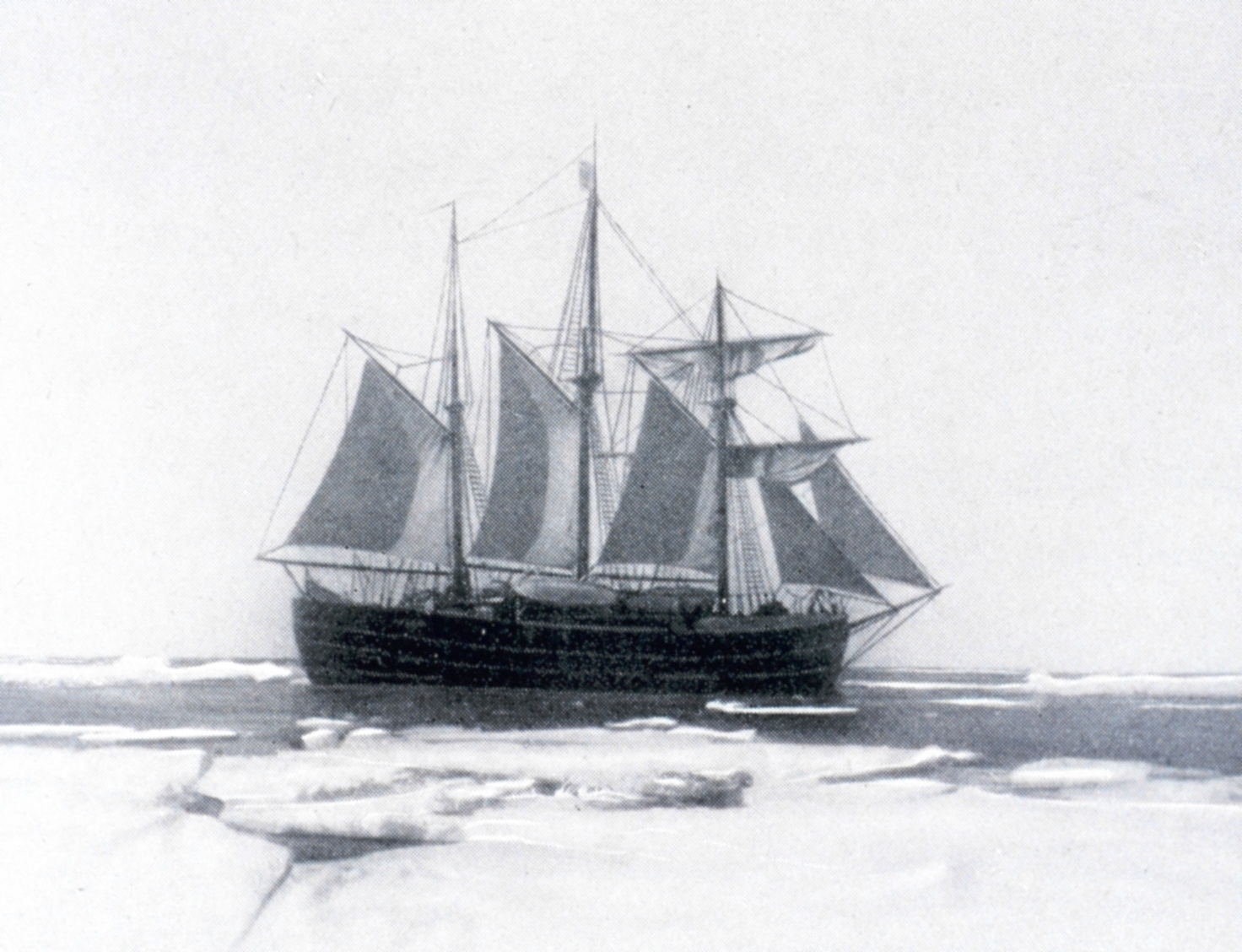
«Фрам» в експедиції Руала Амундсена

59°54′12″ пн. ш. 10°41′58″ сх. д. / 59.903333333333° пн. ш. 10.699444444444° сх. д.
«Фрам» (норв. Fram, «Вперед») — норвезьке судно, яке використовували для дослідження Арктики та Антарктики, нині перебуває в Музеї Фрама в Осло. Судно було збудовано 1892 року на замовлення мандрівника Фрітьйофа Нансена. Взяло участь у трьох великих експедиціях: Фрітьйофа Нансена (1893—1896 рр.), Оттона Свердрупа (1898—1902) та Руала Амундсена (1910—1912).